# Matthias Musche
Matthias Musche (* 18. Juli 1992 in Magdeburg) ist ein deutscher Handballspieler.

## Karriere

### Verein
Schon als Sechsjähriger begann Matthias Musche beim Fermersleber SV 1895 Handball zu spielen. Er kam dann mit acht Jahren zum SC Magdeburg und rückte zur Saison 2011/12 in den Bundesligakader auf. Der Linksaußen spielte ergänzend bei den SCM Youngsters und dem Drittligisten HG 85 Köthen. Am 2. Oktober 2011 absolvierte er sein erstes Bundesligaspiel für den SCM beim 33:27-Sieg gegen den VfL Gummersbach. In der Saison 2012/13 hatte Musche ein Zweitspielrecht für den SV Post Schwerin. Mit dem SCM gewann er 2016 den DHB-Pokal sowie 2021 die EHF European League. In der Saison 2018/19 wurde er Torschützenkönig der Handball-Bundesliga. Im November 2020 zog er sich eine schwere Verletzung des Kreuzbandes, des Innenbandes und des Meniskus zu und wurde daraufhin operiert. Seine Ausfallzeit wurde mit mindestens 12 Monaten veranschlagt. Seit Ende 2021 spielt Musche wieder in der Bundesliga. 2022 wurde er erstmals deutscher Meister. 2022 verteidigte er mit dem SCM den Titel beim IHF Super Globe 2022. Mit dem SCM gewann er die EHF Champions League 2022/23 im Finale gegen KS Kielce mit 30:29 nach Verlängerung. Beim IHF Super Globe 2023 gewann er zum dritten Mal in Folge die Klub-Weltmeisterschaft. 2024 gewann er mit dem SCM zum zweiten Mal den DHB-Pokal. Mit der deutschen Meisterschaft holte er den dritten Titel der Saison 2023/24. In der EHF Champions League 2024/25 gewann der SCM das Finale gegen die Füchse Berlin ohne Musche, der sich nach einem Achillessehnenriss in der Rehabilitation befand.

### Nationalmannschaft
Matthias Musche gehörte der A-Jugend-Nationalmannschaft an, für die er in 21 Begegnungen 36 Tore erzielte. Mit der deutschen B-Nationalmannschaft bestritt er im April 2014 zwei Länderspiele gegen Schweden. Für die Weltmeisterschaft 2015 in Katar wurde er vom Bundestrainer Dagur Sigurðsson in die A-Nationalmannschaft berufen. Er absolvierte bisher 44 Spiele, in denen er 74 Tore erzielte.

## Bundesligabilanz
| Saison    | Verein          | Spielklasse     | Spiele | Tore | 7-Meter | Feldtore |
| --------- | --------------- | --------------- | ------ | ---- | ------- | -------- |
| 2011/12   | SC Magdeburg    | Bundesliga      | 10     | 6    | 0       | 6        |
| 2012/13   | SC Magdeburg    | Bundesliga      | 14     | 9    | 0       | 9        |
| 2013/14   | SC Magdeburg    | Bundesliga      | 28     | 71   | 0       | 71       |
| 2014/15   | SC Magdeburg    | Bundesliga      | 35     | 65   | 0       | 65       |
| 2015/16   | SC Magdeburg    | Bundesliga      | 24     | 64   | 1       | 63       |
| 2016/17   | SC Magdeburg    | Bundesliga      | 30     | 123  | 5       | 118      |
| 2017/18   | SC Magdeburg    | Bundesliga      | 34     | 138  | 22      | 116      |
| 2018/19   | SC Magdeburg    | Bundesliga      | 34     | 256  | 97      | 159      |
| 2019/20   | SC Magdeburg    | Bundesliga      | 27     | 92   | 13      | 79       |
| 2020/21   | SC Magdeburg    | Bundesliga      | 7      | 21   | 0       | 21       |
| 2021/22   | SC Magdeburg    | Bundesliga      | 22     | 24   | 0       | 24       |
| 2022/23   | SC Magdeburg    | Bundesliga      | 30     | 50   | 0       | 50       |
| 2023/24   | SC Magdeburg    | Bundesliga      | 33     | 53   | 0       | 53       |
| 2024/25   | SC Magdeburg    | Bundesliga      | 21     | 106  | 52      | 54       |
| 2011–2025 | Karriere gesamt | Karriere gesamt | 349    | 1079 | 190     | 889      |